# Pedro Carujo
Pedro Carujo Hernández (Barcelona, estado Anzoátegui, Capitanía General de Venezuela, Imperio español, 1801-Valencia, estado Carabobo, 31 de enero de 1836) fue un militar venezolano y uno de los líderes de la Revolución de las Reformas de 1835. 

## Biografía

### Vida y obra
Recibió una esmerada educación, sus conocimientos en el habla y escritura inglesa y francesa le permitieron destacar en el ámbito educativo. Se formó como aspirante del batallón Orinoco acuartelado en Angostura en 1819. Seguidamente, en 1821, participó bajo las órdenes del general, José Francisco Bermúdez, en las campañas de Caracas y Santa Lucía. Como capitán, se distinguió en la toma de Maracaibo (1823), resultando herido en el combate. Pasó entonces a Nueva Granada con el grado de sargento mayor.
En Bogotá, estudió matemática y geometría analítica, bajo la conducción del fraile franciscano Tomás Sánchez Mora, y formó parte de los círculos intelectuales agrupados en diversas sociedades literario-filosóficas de la capital neogranadina. Además, ingresó en la masonería donde alcanzó el grado 18 y dio clases de francés e inglés en el Colegio Universitario de San Bartolomé. Finalmente, estuvo escribiendo en el periódico El Conductor bajo seudónimo durante un tiempo.
Desempeñándose como ayudante del Estado Mayor del departamento de Cundinamarca, fue ascendido a comandante (1828), y seleccionado por Simón Bolívar para presidir la Escuela Militar que se fundó en Bogotá. Comprometido con partidarios del vicepresidente Francisco de Paula Santander, figuró entre los principales conjurados involucrados en el atentado del 25 de septiembre de 1828 contra la vida del Libertador. Aunque tenía pactada su entrega mediante garantía de vida y pasaporte para salir del país a condición de denunciar a sus cómplices, fue apresado el 22 de octubre, encarcelado, juzgado y condenado a muerte. Salvó su vida por un indulto colectivo del Consejo de ministros. Encerrado en la cárcel de Bogotá y luego llevado al castillo de Bocachica en Cartagena, fue trasladado, en marzo de 1829, a la fortaleza de El Vigía de Puerto Cabello de donde se fugó el 2 de agosto de 1829. Capturado, fue llevado nuevamente a la fortaleza donde se le colocó un par de grillos. Sin embargo, gracias a la pluma, libró desde la prisión una verdadera batalla por su libertad. Por ello, le escribió al general José Antonio Páez y otros personeros del régimen, influyó notablemente en el pronunciamiento separatista de Puerto Cabello del 17 de noviembre de 1829. Luego, publicó artículos y cartas en El Fanal, periódico de Tomás Lander.
Deportado a Curazao a comienzos de junio de 1830, la amnistía general decretada por Páez el 25 del mismo mes le permitió regresar a territorio venezolano. Radicado en Maracaibo, organizó un cuerpo miliciano de 1000 hombres, con el cual pasó la frontera y expedicionó sobre Río Hacha, que se había rebelado contra el gobierno del general Rafael Urdaneta. En las inmediaciones de esta ciudad (San José y el Molino, enero de 1831), fue derrotado por el general José Félix Blanco. Trasladado a Caracas, se retiró del ejército en 1833.
Vocero de un grupo de militares y de hacendados reunidos alrededor del general Santiago Mariño, Carujo combatió en las columnas del periódico El Republicano, la candidatura presidencial del doctor José María Vargas, a quien acusaba de haber sido "realista y antipatriota" (1834). En 1835, fue uno de los oficiales que encabezaron la Revolución de las Reformas dirigida por el general Santiago Mariño, siendo el encargado de apresar al presidente Vargas en su casa el 8 de julio de 1835.
- La historiografía venezolana ha recogido para la posteridad las frases pronunciadas en esa oportunidad:

"Doctor Vargas, el mundo es de los valientes...", diría Carujo. "El mundo es del hombre justo", le contestaría el presidente, quien partió exiliado a la isla de Saint Thomas.
Al frente del batallón Anzoátegui, Carujo fue uno de los más combativos participantes en esa guerra civil. Venció en Cariaco (20 de septiembre de 1835), y en Campano (5 de octubre de 1835), donde derrotó al general Francisco Esteban Gómez. Cambiado el teatro de operaciones al centro del país (Puerto Cabello), dispersó en El Pino, cerca de San Esteban (27 de octubre de 1835), al coronel Andrés Torrellas y comandó una de las 3 brigadas que intentaron tomar Valencia, el 28 de octubre, las cuales fueron derrotadas, al día siguiente, en el combate de Camoruco, por el general José María Carreño.
Encerrado detrás de los muros de Puerto Cabello, incursionó entonces hacia Tucacas, Aroa y San Felipe. Sofocada la rebelión en el resto del país, Carujo mantuvo desde la plaza de Puerto Cabello, actividades de guerrilla en la zona del litoral carabobeño. Herido y capturado en el combate de Paso Real, cerca de Puerto Cabello (25 de diciembre de 1835), fue juzgado y sentenciado a muerte (27 de enero de 1836), pero falleció en la cárcel de Valencia, a consecuencia de sus heridas, antes de que pudiera ejecutarse la sentencia.